# El Arador
El Arador är en ort i Mexiko.   Den ligger i kommunen San Lorenzo Texmelúcan och delstaten Oaxaca, i den sydöstra delen av landet, 400 km sydost om huvudstaden Mexico City. El Arador ligger 1 352 meter över havet och antalet invånare är 1 533.
Terrängen runt El Arador är varierad. Runt El Arador är det glesbefolkat, med 15 invånare per kvadratkilometer. El Arador är det största samhället i trakten. I omgivningarna runt El Arador växer i huvudsak städsegrön lövskog.